# Petrașivka, Kremenciuk
Petrașivka (în ucraineană Петрашівка) este un sat în comuna Salivka din raionul Kremenciuk, regiunea Poltava, Ucraina.

## Demografie
Componența lingvistică a localității Petrașivka
     Ucraineană (90,74%)
     Rusă (9,26%)
Conform recensământului din 2001, majoritatea populației localității Petrașivka era vorbitoare de ucraineană (90,74%), existând în minoritate și vorbitori de rusă (9,26%).